# Гамбург, Борис Михайлович
Борис Михайлович Гамбург (англ. Boris Hambourg; 27 декабря 1884 [8 января 1885], Воронеж — 24 ноября 1954, Торонто) — канадский виолончелист и музыкальный педагог российского происхождения. Сын Михаила Гамбурга и Екатерины Гиршкович, третий по старшинству из братьев Гамбург.
С 1890 года вместе с семьёй жил в Лондоне. Учился во Франкфуртской Консерватории Хоха у Ивана Кнорра и Хуго Беккера в 1898—1903 гг., затем в Лондоне у Херберта Уоленна, совершенствовался под руководством Эжена Изаи, адаптировав его скрипичную технику к игре на виолончели. Дал первый концерт в 1903 году в Бад-Пирмонте, затем широко концертировал по Европе как солист, а также в составе семейного трио (с братьями Марком и Яном).
В 1910 году вместе с отцом и братом Яном обосновался в Торонто, преподавал в Консерватории Гамбурга, основанной его отцом, а после смерти Михаила Гамбурга в 1916 году возглавил консерваторию и руководил ею вплоть до её закрытия в 1951 году. Гамбург также продолжал концертировать как солист (во время британских гастролей 1934 года он стал первым канадским исполнителем-инструменталистом, выступившим по телевидению (BBC)) и много выступал в ансамблях — прежде всего, в составе Харт-Хаус-квартета, бессменным виолончелистом которого он был на протяжении всей истории квартета (1923—1946).